# Дуб-Гордій
Дуб-Горді́й — віковий дуб черешчатий, ботанічна пам'ятка природи місцевого значення.
Охороняється найстаріший в області екземпляр дуба звичайного віком понад 600 років та обхватом стовбура 5 метрів.

## Місцезнаходження
Зростає в угіддях Цибулівського лісництва, квартал 22, вид.6 поблизу с. Павлівка Гайсинського району Вінницької області.

## Опис
Вважається найстарішим серед всіх дубів на Вінниччині, перевесником міста Вінниці.

|                                      | Не зважаючи на похилий вік, Гордій виглядає молодцювато, має густу зелену «чуприну», поки що без ознак «облисіння». «На ногах» стоїть упевнено: його стовбур в окружності досягає 5 метрів |
| — Олександр Любчак, «Дуби-патріархи» | |

Оголошений об'єктом природно-заповідного фонду (ботанічною пам'яткою природи місцевого значення) у 1983 р. Цінний у історичному, науково-пізнавальному та естетичному значеннях.

## Галерея

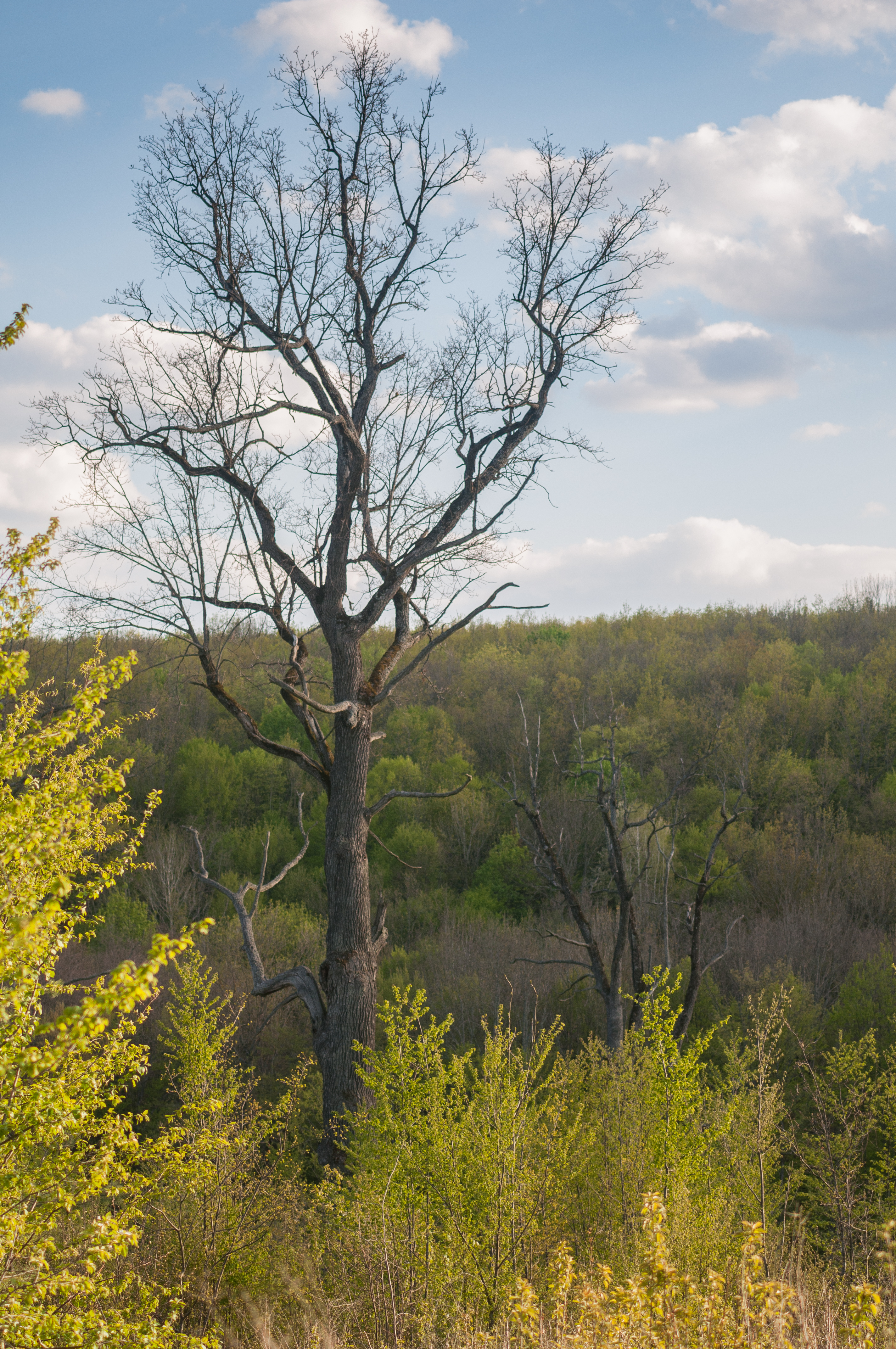
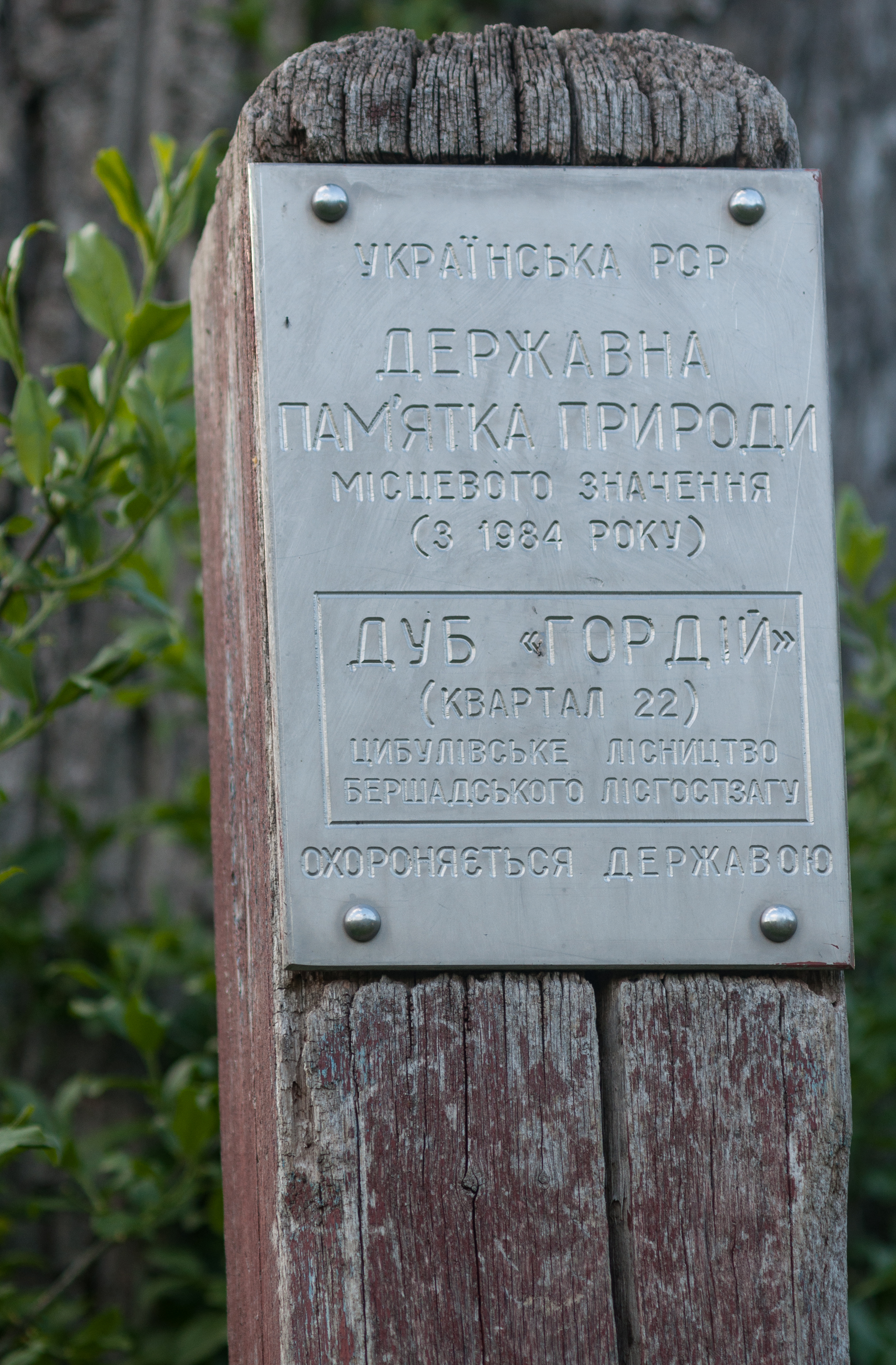
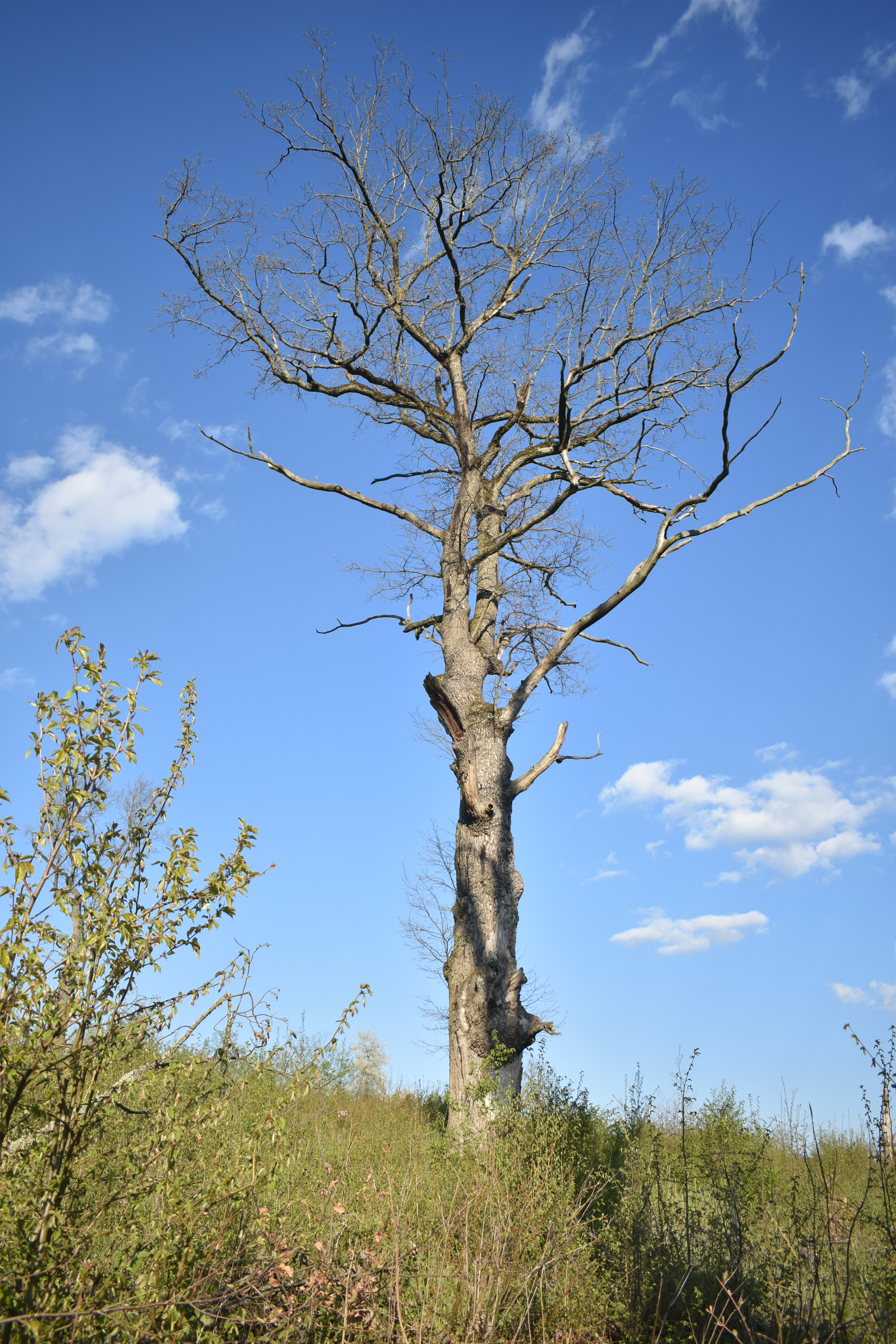
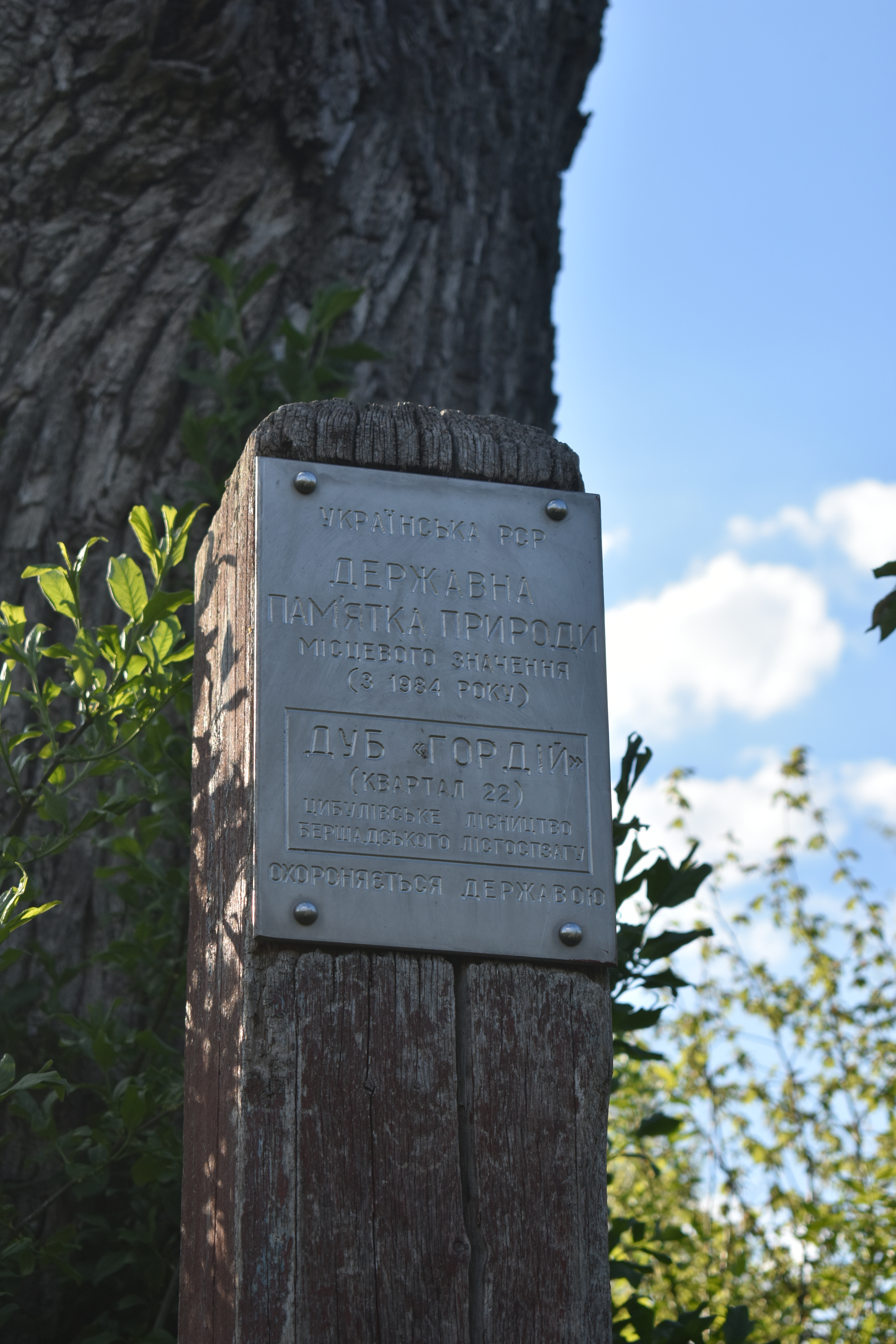
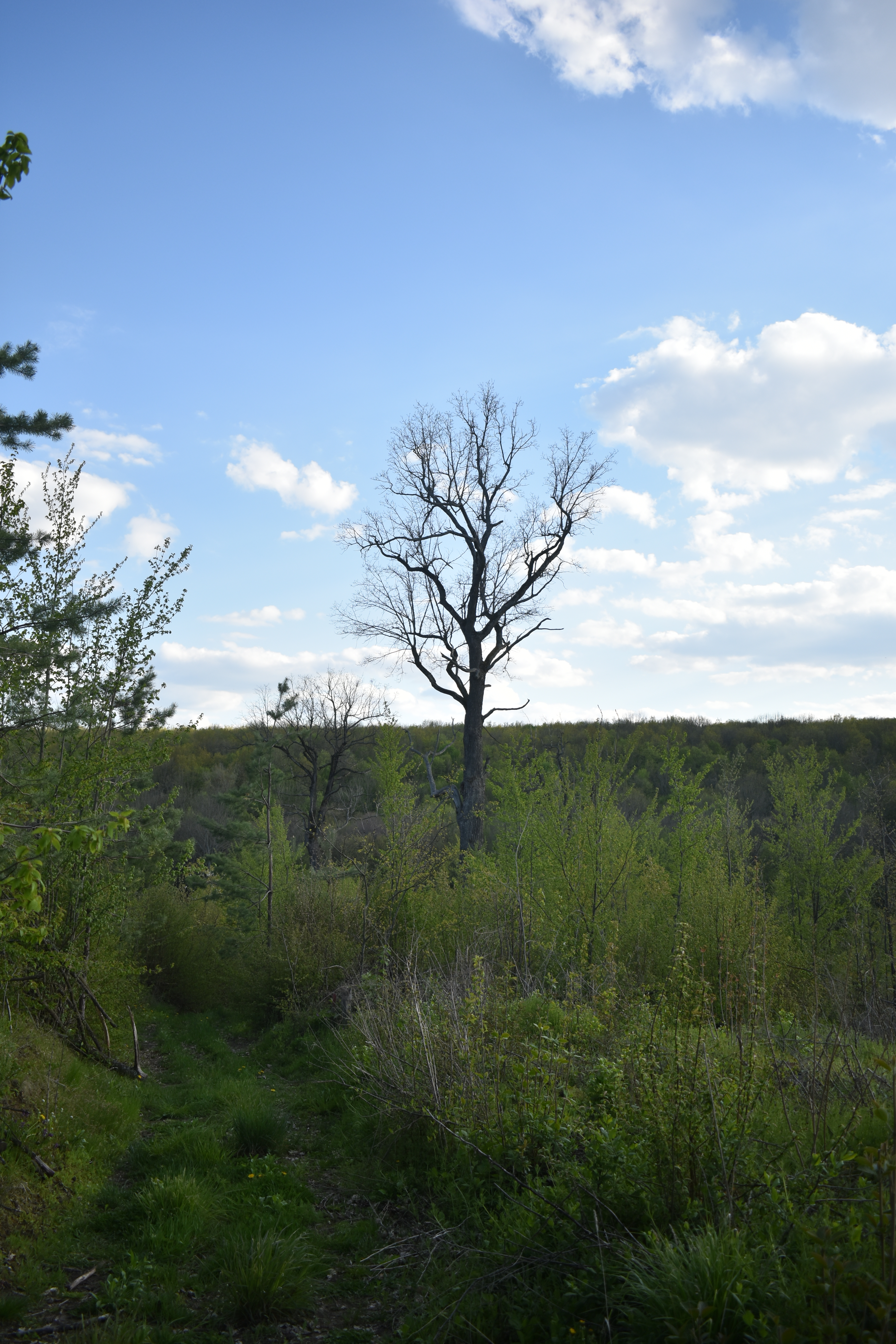
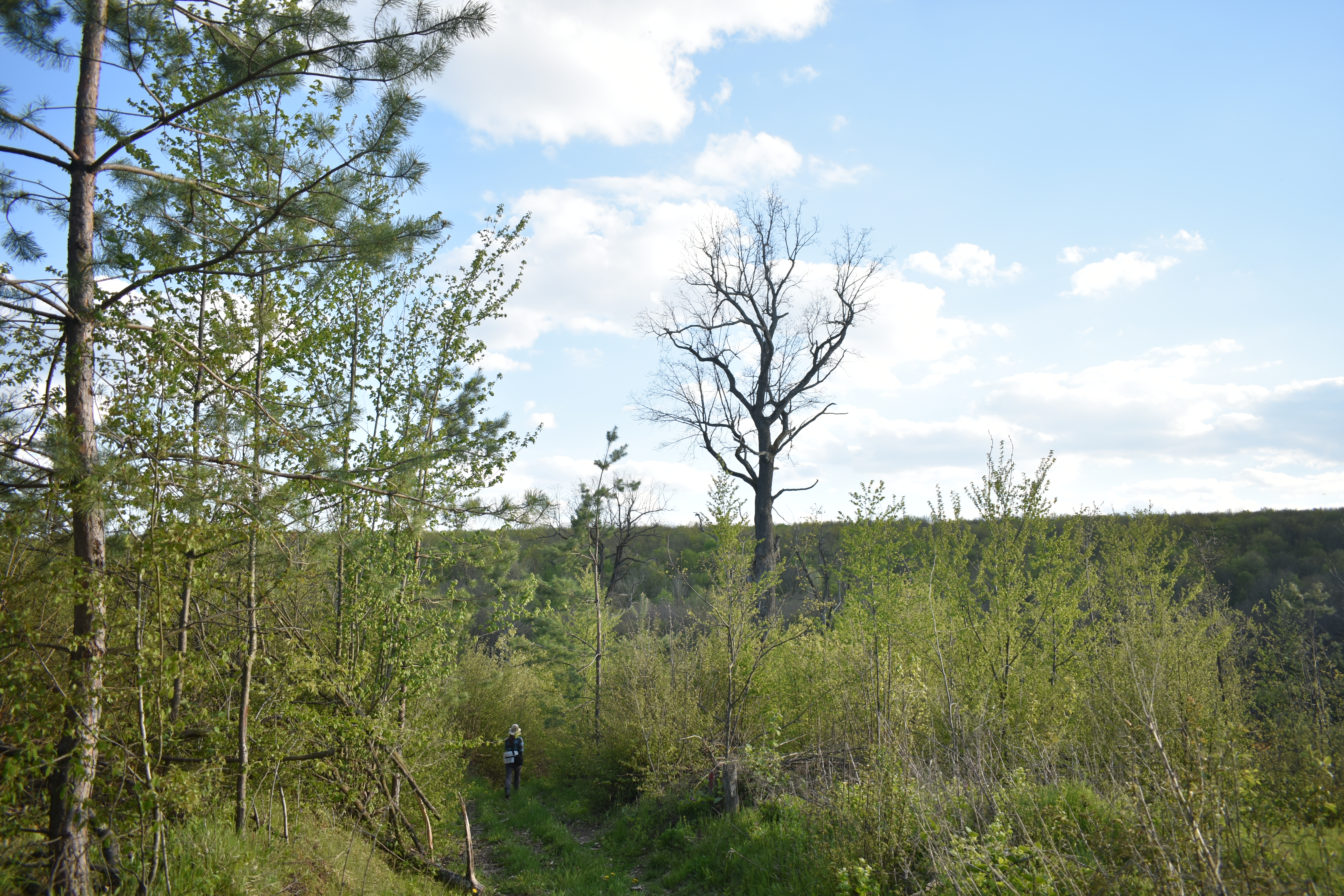